# Galianthe macedoi
Galianthe macedoi är en måreväxtart som beskrevs av Elsa Leonor Cabral. Galianthe macedoi ingår i släktet Galianthe och familjen måreväxter. Inga underarter finns listade i Catalogue of Life.